# 内田修一
内田 修一（うちだ しゅういち、6月17日 - ）は、日本の男性声優。東京都出身。インテンション所属。

## 人物
趣味・特技は散歩、リセットマラソン。

## 出演
太字はメインキャラクター。

### テレビアニメ
2018年
- グランクレスト戦記（君主）
- あまんちゅ!〜あどばんす〜（受験生）
- PERSONA5 the Animation（手下B）
- ぐらんぶる（学生A、ティンカーベル部員、通行人）
- はたらく細胞（2018年 - 2021年、赤血球2、小腸細胞1） - 2シリーズ
- 風が強く吹いている（2018年 - 2019年、漫研部員A、漫研A、六道部員、1年、渓明大A、2区の短距離部員、短距離走者）
- ゴブリンスレイヤー（2018年 - 2023年、新人戦士、丁稚奉公、新人冒険者、知識神神官） - 2シリーズ
- 中間管理録 トネガワ（ショップ店員A）

2019年
- ポチっと発明 ピカちんキット（工作員）
- 叛逆性ミリオンアーサー（兵士、モブアーサーB）
- 炎炎ノ消防隊（住民、生徒、第1隊員）
- Re:ステージ! ドリームデイズ♪（観光客、男性ファン、屋外ステージ客、館内放送、観客、アナウンス）
- Fate/Grand Order -絶対魔獣戦線バビロニア-（カルデア職員）
- BEM（アルバート）
- 星合の空（山下）

2020年
- ハイキュー!! TO THE TOP（寺泊基希、由良正太、あっちゃん）
- 恋する小惑星（高橋秋斗）
- トミカ絆合体 アースグランナー（流石タダシ、クルー、ヒーロー、アース隊員、若者、ガーディアン）
- ハクション大魔王2020（客）
- ミュークルドリーミー（2020年 - 2021年、男子①、野球部部長）

2021年
- 蜘蛛ですが、なにか?
- 2.43 清陰高校男子バレー部（池田商業部員）
- SSSS.DYNAZENON（業者） - 2023年に劇場総集編公開
- 聖女の魔力は万能です（2021年 - 2023年、患者、傭兵、騎士） - 2シリーズ
- 灼熱カバディ（栄倉祐）
- カードファイト!! ヴァンガード overDress（2021年 - 2025年、観客、男、男子生徒） - 3シリーズ
- 魔法科高校の優等生（男子生徒、一高男子）
- うらみちお兄さん（おじさん、スタッフ）
- アイドリッシュセブン Third BEAT!（ヘアメイク）
- プラチナエンド（男性）
- 進化の実〜知らないうちに勝ち組人生〜（フロリオ・バルゼ）
- 異世界食堂2（部下）
- 魔法科高校の劣等生 追憶編（オペレーター）

2022年
- その着せ替え人形は恋をする（2022年 - 2025年、森田健星） - 2シリーズ
- 失格紋の最強賢者（男子生徒A）
- ダンス・ダンス・ダンスール（男子生徒）
- 境界戦機（北米軍兵士）
- 名探偵コナン（梶山）
- 薔薇王の葬列（貴族）
- 群青のファンファーレ（カメラマン）
- アオアシ（増子由維）
- 乙女ゲー世界はモブに厳しい世界です（空賊）
- RPG不動産（兵士2、従者）
- 転生賢者の異世界ライフ 〜第二の職業を得て、世界最強になりました〜（ヨハン）
- はたらく魔王さま!!（大学生）
- ブルーロック（2022年 - 2024年、松風黒王高校9番、波風高校B、チームX4番、チームY6番、チームW8番 他） - 2シリーズ
- 忍の一時（男子生徒）
- モブサイコ100 III（サイコ信者）
- 悪役令嬢なのでラスボスを飼ってみました（生徒）
- クールドジ男子（男性）
- ヤマノススメ Next Summit（登山部員）
- 夫婦以上、恋人未満。（寺船周）
- 機動戦士ガンダム 水星の魔女（生徒）

2023年
- 文豪ストレイドッグス（野次馬A、警官B、少尉、見張り、吸血種B） - 2シリーズ
- ツンデレ悪役令嬢リーゼロッテと実況の遠藤くんと解説の小林さん（部員A）
- もういっぽん!
- 最強陰陽師の異世界転生記（生徒A）
- スパイ教室
- アルスの巨獣（ケモビト）
- 火狩りの王（2023年 - 2024年、伝声管、火狩り） - 2シリーズ
- 陰の実力者になりたくて!（生徒）
- シュガーアップル・フェアリーテイル（戦士妖精）
- 人間不信の冒険者たちが世界を救うようです（ウィリー）
- お隣の天使様にいつの間にか駄目人間にされていた件（男子生徒）
- 僕の心のヤバイやつ（2023年 - 2024年、石室） - 2シリーズ
- Opus.COLORs（生徒たち）
- 山田くんとLv999の恋をする（斎藤先輩）
- 魔法使いの嫁 SEASON2（ケヴィン） - 2シリーズ
- 六道の悪女たち（佐々木）
- ホリミヤ -piece-（男子生徒B）
- 七つの魔剣が支配する（新入生男子、上級生男子）
- AYAKA -あやか-（猿渡紅一）
- 英雄教室（クレイ）
- Lv1魔王とワンルーム勇者（若者B、男性サラリーマン）
- アンデッドガール・マーダーファルス（ニュースボーイ）
- AIの遺電子（泥酔サラリーマンA）
- カミエラビ（2023年 - 2024年、アキツ / 秋津豊） - 2シリーズ
- 君のことが大大大大大好きな100人の彼女（男子生徒B）
- アンダーニンジャ（瑛太）
- 川越ボーイズ・シング（生徒）
- ポーション頼みで生き延びます!（誘拐犯）

2024年
- 青の祓魔師 シリーズ（2024年 - 2025年、萬德、通行人、祓魔師、賢座庁の祓魔師） - 3シリーズ
- 悪役令嬢レベル99 〜私は裏ボスですが魔王ではありません〜（生徒、デビット）
- ぶっちぎり?!（男子中学生、シグマスクワッド）
- 異修羅（工作員）
- 真の仲間じゃないと勇者のパーティーを追い出されたので、辺境でスローライフすることにしました2nd（ウィリアム）
- SYNDUALITY Noir
- ワンルーム、日当たり普通、天使つき。（客B）
- 黒執事 -寄宿学校編-（学生）
- Re:Monster（冒険者たち、エルフ、帝国騎士たち）
- 花野井くんと恋の病（八尾の友達）
- 無職転生 II 〜異世界行ったら本気だす〜（男子生徒A）
- 鬼滅の刃 柱稽古編
- 声優ラジオのウラオモテ（スタッフ）
- 終末トレインどこへいく?（自警団員、男性）
- 2.5次元の誘惑（カメコA）
- 黄昏アウトフォーカス（寮生、男子部員）
- 転生したらスライムだった件（長鼻族A）
- 異世界失格（生徒、少年）
- 先輩はおとこのこ（男子）
- Re:ゼロから始める異世界生活 3rd season（2024年 - 2025年、群衆、カルラン） - 2シリーズ
- アオのハコ（部員、伊藤）
- アイドルマスター シャイニーカラーズ 2nd season（スタッフ）
- トリリオンゲーム（2024年 - 2025年、凛々の友人、男子学生）
- やり直し令嬢は竜帝陛下を攻略中（ロレンス・マートン）
- 転生貴族、鑑定スキルで成り上がる（ブラッハム・ジョー）

2025年
- BEYBLADE X（ソリタ）
- 想星のアクエリオン Myth of Emotions（天翅族、虹色の翅の者）
- シャングリラ・フロンティア（水夫A、水夫E）
- ハニーレモンソーダ（男子生徒）
- ババンババンバンバンパイア（男）
- 日本へようこそエルフさん。（上級魔術師C）
- Übel Blatt〜ユーベルブラット〜（七槍騎士団、デルゼレ）
- 未ル わたしのみらい（外事官部下）
- クラシック★スターズ（記者）
- 履いてください、鷹峰さん（男子生徒C、男子生徒D、男子生徒A）
- WIND BREAKER Season 2
- クレバテス-魔獣の王と赤子と屍の勇者-（勇者）
- 地獄先生ぬ〜べ〜 (2025)（生徒）
- 帝乃三姉妹は案外、チョロい。（祭り客）
- よふかしのうた Season2（店員）

### 劇場アニメ
2010年代
- 打ち上げ花火、下から見るか? 横から見るか?（2017年、生徒）
- 特別版 Free!-Take Your Marks-（2017年、湊風館部員、旭の友人）
- えいがのおそ松さん（2019年、男子生徒）

2020年代
- シドニアの騎士 あいつむぐほし（2021年、操縦士）
- 劇場版 呪術廻戦 0（2021年、呪術師）
- おそ松さん〜ヒピポ族と輝く果実〜（2022年、少年ヒピポ）
- 劇場版 転生したらスライムだった件 紅蓮の絆編（2022年、兵士）
- 機動戦士ガンダムSEED FREEDOM（2024年）
- 劇場版ブルーロック -EPISODE 凪-（2024年）
- 劇場版 イナズマイレブン 新たなる英雄たちの序章（2024年、松田秀介）

### OVA
- あさがおと加瀬さん。（2018年）

### Webアニメ
- 終末のワルキューレ（2021年 - 2023年、カイン、剣士、ヴィシュヌ） - 2シリーズ
- ヴァンパイア・イン・ザ・ガーデン （2022年、兵士）
- ガンダムビルドメタバース（2023年、観衆、青チーム）
- T・Pぼん（2024年、平家の弓兵、兵士A）

### ゲーム
2018年
- サウザンドメモリーズ（エレクシオ）

2019年
- 錬神のアストラル（アウターエデンの警備員）

2020年
- クイズRPG 魔法使いと黒猫のウィズ（ネーグ・コスキント）
- キャプテン翼 RISE OF NEW CHAMPIONS（NewHero）

2021年
- 君は雲間に希う（半蔵）
- 鬼滅の刃 ヒノカミ血風譚
- タロット男子（ハーミット・ジュピトル〈隠者〉）
- ファンタシースターオンライン2es（トリックピジョンズ、碇星砲）
- LOST JUDGMENT 裁かれざる記憶（桜伝斗）

2022年
- バトルスピリッツ コネクテッドバトラーズ（青葉レン）
- IDOLiSH7（間下高良）

2024年
- ロマンシング サガ2 リベンジオブザセブン（スパロー）
- 18TRIP（五十竹あく太）

### オーディオブック
- audiobook.jp
  - 成瀬は天下を取りにいく（2024年、中橋結希人[39]）
  - 成瀬は信じた道をいく（2024年、呉間祐生[40]）

### 吹き替え

#### ドラマ
- トップボーイ（タイロン）

#### アニメ
- RINGING FATE（2025年、観客帽子男、包帯男）

### 特撮
- がんばれいわ!!ロボコン ウララ〜!恋する汁なしタンタンメン!!の巻（2020年、餃子・麻婆豆腐丼・ホイコーロー定食の声）
- 爆上戦隊ブンブンジャー（2024年、グローブグルマーの声）

### デジタルコミック
- シャドウニュート（2020年、アラキ・ハヤテ / シャドウニュート）[41]
- 恋と弾丸（2021年）
- 営業スマイル男女（2022年、畑中捺生、元カレ友人）[42]
- 愛追うふたり（2022年、男友達、従兄弟）[43]
- 転生しても嫌われ王子だったので関係修復頑張ります。（2023年、ジェフリー）[44]

### ナレーション
- AD-LIVE 2020（ナレーション）

### その他コンテンツ
- 三村鉄工オリジナル動画 ミムラテッコウ（2023年 - 2024年、コウタ）

### シリーズ一覧
1. ↑  第1期（2018年）、第2期『はたらく細胞!!』（2021年）
2. ↑  第1期（2018年）、第2期『II』（2023年）
3. ↑  Season1（2021年）、Season2（2023年）
4. ↑  Season1（2021年）、Season2（2021年）、続編『Divinez』デラックス編（2025年）
5. ↑  Season 1（2022年）、Season 2（2025年）
6. ↑  第1期（2022年 - 2023年）、第2期『VS. U-20 JAPAN』（2024年）
7. ↑  第4シーズン（2023年）、第5シーズン（2023年）
8. ↑  第1シーズン（2023年）、第2シーズン（2024年）
9. ↑  第1期（2023年）、第2期（2024年）
10. ↑  第1クール（2023年）、第2クール（2023年）
11. ↑  シーズン1（2023年）、シーズン2完結編（2024年）
12. ↑  第3期『島根啓明結社篇』（2024年）、第4期『雪ノ果篇』（2024年）、第4期『終夜篇』（2025年）
13. ↑  『襲撃編』（2024年）、『反撃編』（2025年）